# サルディス包囲戦 (紀元前547年)
紀元前547年に行われたサルディス包囲戦は、リュディアのクロイソスとアケメネス朝の初代君主キュロス大王の軍隊の間で戦われた最後の戦闘である。テュンブラの戦いで大勝利を収めたキュロスにより最終的にクロイソスは捕らわれたことで、リュディア王国が滅亡した。キュロスはクロイソスを追う形でリュディアの都であったサルディスにその軍をすすめ、14日の包囲の後これを陥落せしめた。

## 前史
前年、リュディア王クロイソスは、様々な思惑からキュロス2世の王国を侵略した。クロイソスはアケメネス朝ペルシャの勢力拡大を阻むとともに、自らの領土を拡大し、またメディア王にして同国と運命を共にした義弟アステュアゲスの弔い合戦をすることを目的としていた。また、クロイソスは、デルフォイのアポロンの神託の不確かな保証に惑わされていたため、成功を確信していた。

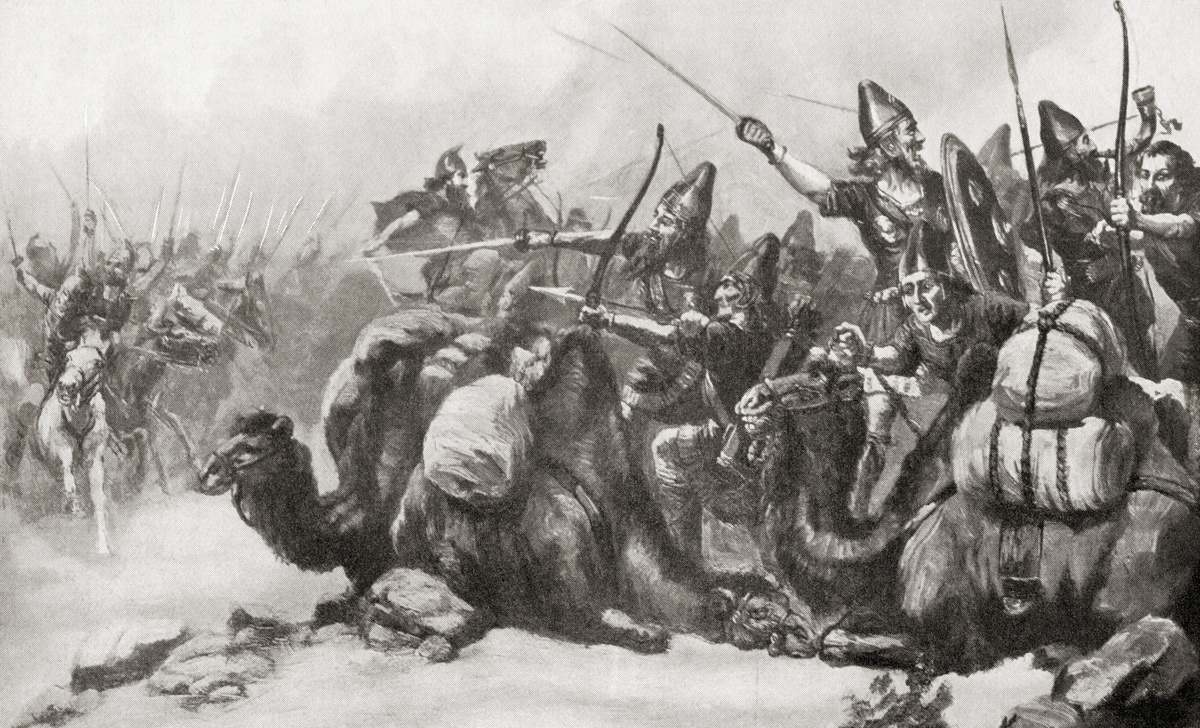
テュンブラの戦いでのクロイソスの敗北

クロイソスはハリュス川（現クズルウルマク川）を渡り、カッパドキアのプテリアでキュロスと会戦（プテリアの戦い）になったが、戦いは長引き、結局引き分けに終わったという。兵を失い数で劣ってしまったクロイソスは一旦退き冬を過ごし、同盟勢力の軍を呼び寄せ、翌春に援軍を得て戦争を再開しようと決意した。この間クロイソスは軍を解散し、王都サルディスに還らせた。クロイソスはカッパドキアでの激戦の後、キュロスが退却するものと思っていたが、精力的だったキュロスはクロイソスの軍が分散したと聞くとすぐに、ハリュス川を渡って猛進し、クロイソスがその報を耳にする前に王都サルディスに到着してしまった。
クロイソスは怯むことなく、使える兵を集め、城壁外のテュンブラにてキュロスを迎え撃った（テュンブラの戦い）。キュロスは勝利し、リュディアから他国を凌がんほどの騎兵を奪うべく、ラクダの姿で馬を怯えさせんとした。リュディア軍の残党は都市内に追い込まれ、すぐ後に包囲された。

## 包囲

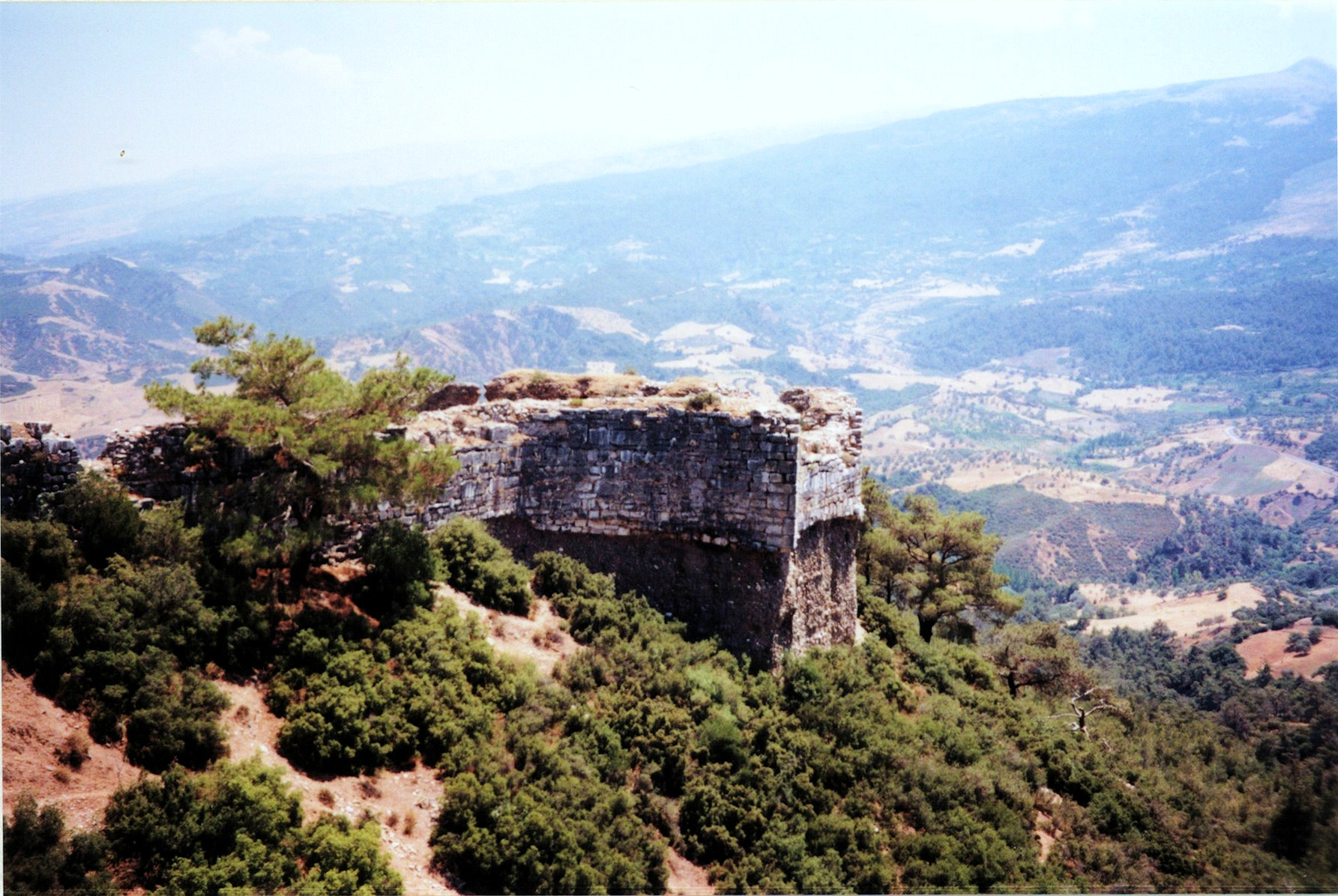
サルディス城塞内部

クロイソスは、サルディスが古代の予言で決して攻略されないとされた強固な要塞都市であることから、再起の機会に自信を持っていた。さらに、ギリシャ最強の国家であり、前哨戦となるプテリアの戦いの前に同盟を結んでいたスパルタに直ちに援助を要請し、エジプトやバビロニアなども反ペルシア連合に参加させんとしていた。しかし、スパルタは隣国のアルゴスと戦争中であり、いずれも集結が間に合わなかった。

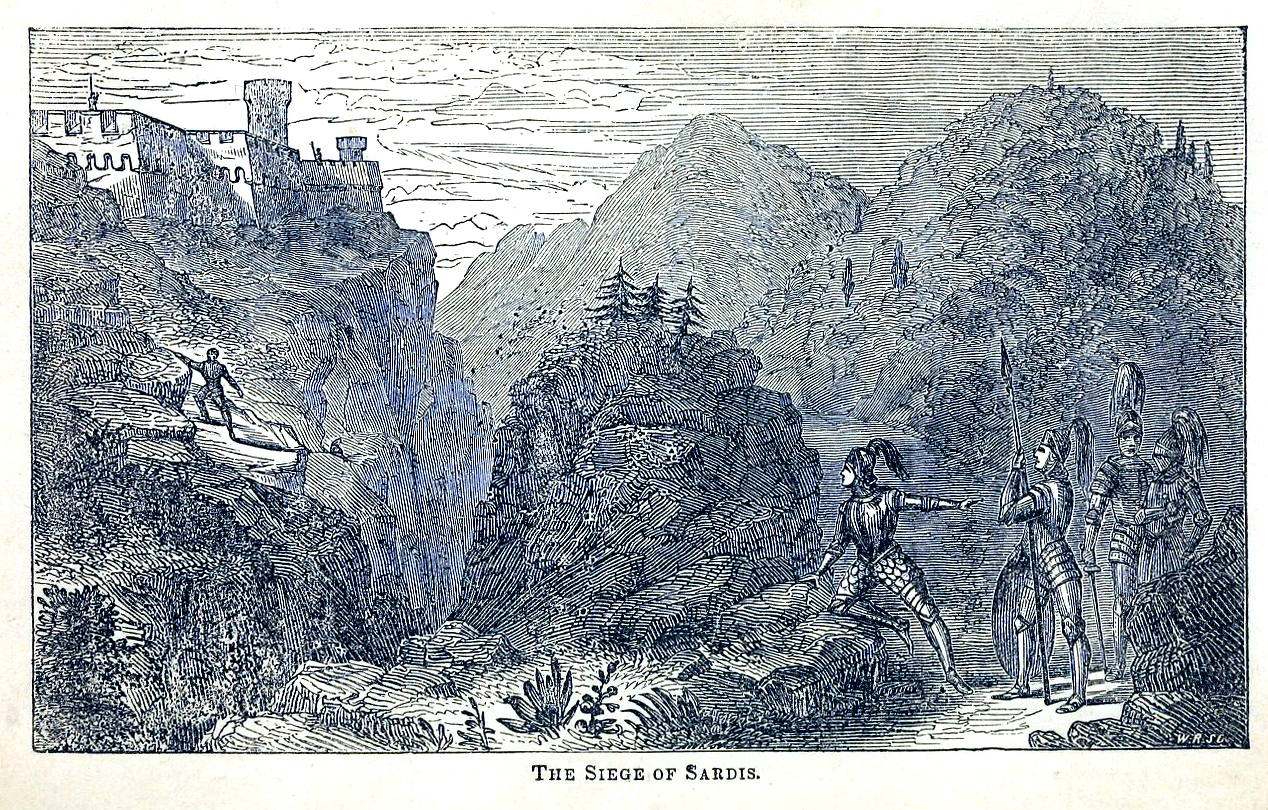
『サルディス包囲戦』、19世紀の彫刻

キュロスは最初に胸壁に登った兵士に報酬を多分に与えるとして、ペルシア軍を刺激したものの、度重なる攻撃は打ち破られた。ヘロドトスによると、この都市は最終的にペルシャ兵の手によって陥落した。城壁の外側に隣接する険しい地面が、リディア人を傲慢ならしめていたためである。
ペルシャ兵のヒュロイアデス（Hyroeades）は、リディア兵が落とした兜を拾おうと城壁を降りるのを見て、それを手本にしようとした。これ続いてペルシア兵たちは十分な守備もなく、他の都市を堅牢ならしめていた古代儀式にも守られていない城壁の一部を登ったのである。その結果、ペルシア兵たちは、むき出しになった城壁の上に群がり、一瞬のうちに都市を占領してしまったのである。

## その後

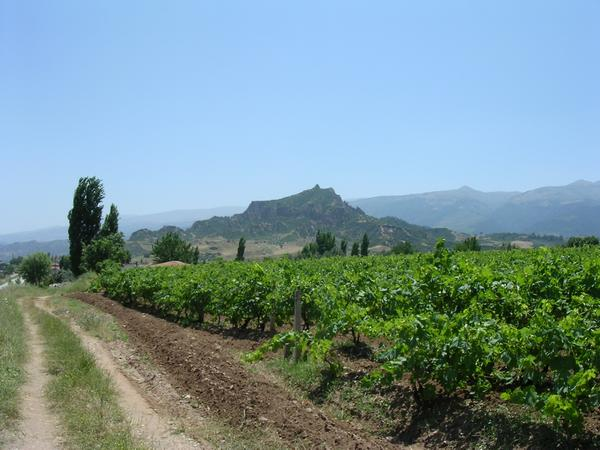
西から見たサルディスの城塞

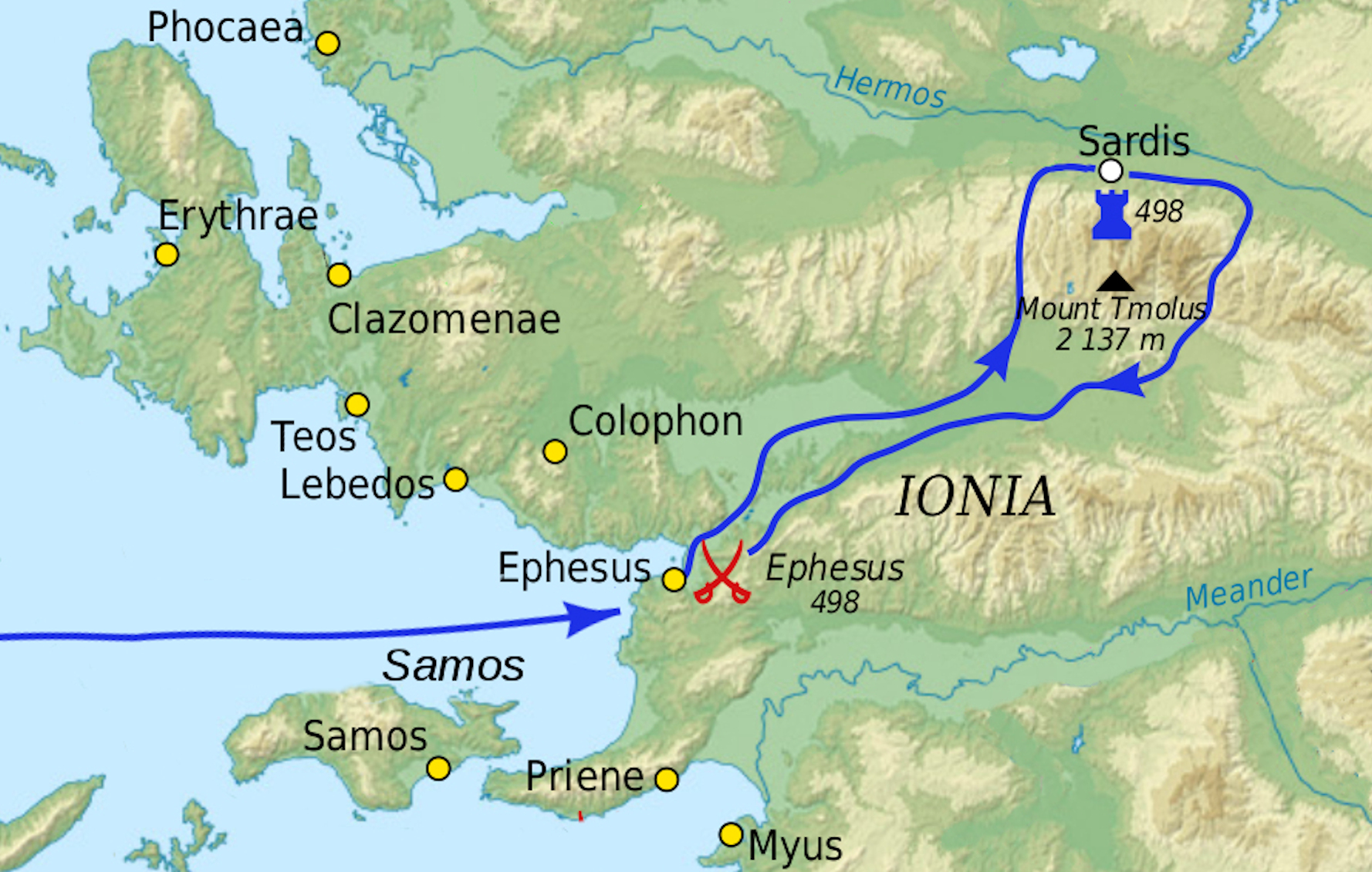
前498年のサルディスでの戦いにおけるイオニア軍の進路。

キュロスはクロイソスを助けるよう命じ、クロイソスは歓喜するペルシア兵の前に捕虜として引き出された。キュロスはクロイソスを生きたまま積み上げた薪の上で焼こうと考えたが、倒れた敵への慈悲、あるいは古代の説ではアポロンがタイミングよく雨を降らせて介入したことによって、気が変わったという。また二王は和解したとの伝承もある。クロイソスは、ペルシャ兵が略奪したのはクロイソスのものでなくキュロスのものであると自身を捕らえた者たちに説明し、厳しい略奪を防ぐことに成功した。一方で、この年にクロイソスが亡くなった（殺された）という説もある。『ナボニドゥスの年代記』にもキュロスがクロイソスを殺害したとある。
サルディスの崩壊でリュディア王国は滅亡の時を迎えた。翌年には反乱が起こったが、キュロスの副官によって直ちに鎮圧され、その服従が確認された。リュディアの属国であった小アジア沿岸のアイオリス諸島やイオニア諸島の都市も、その後間もなく征服された。このこととダレイオス1世によるサトラップの設置などによって、ペルシャ戦争（紀元前499年 - 紀元前449年）の勃発まで続くギリシャとペルシャの対立状況が生まれた。なお、サルディスはアケメネス朝の都ペルセポリスを始端とする王の道の終端となった。この後紀元前499年にイオニアの反乱が起こると、翌紀元前498年に2回目の包囲がなされた。